# Karl Friedrich Kurz

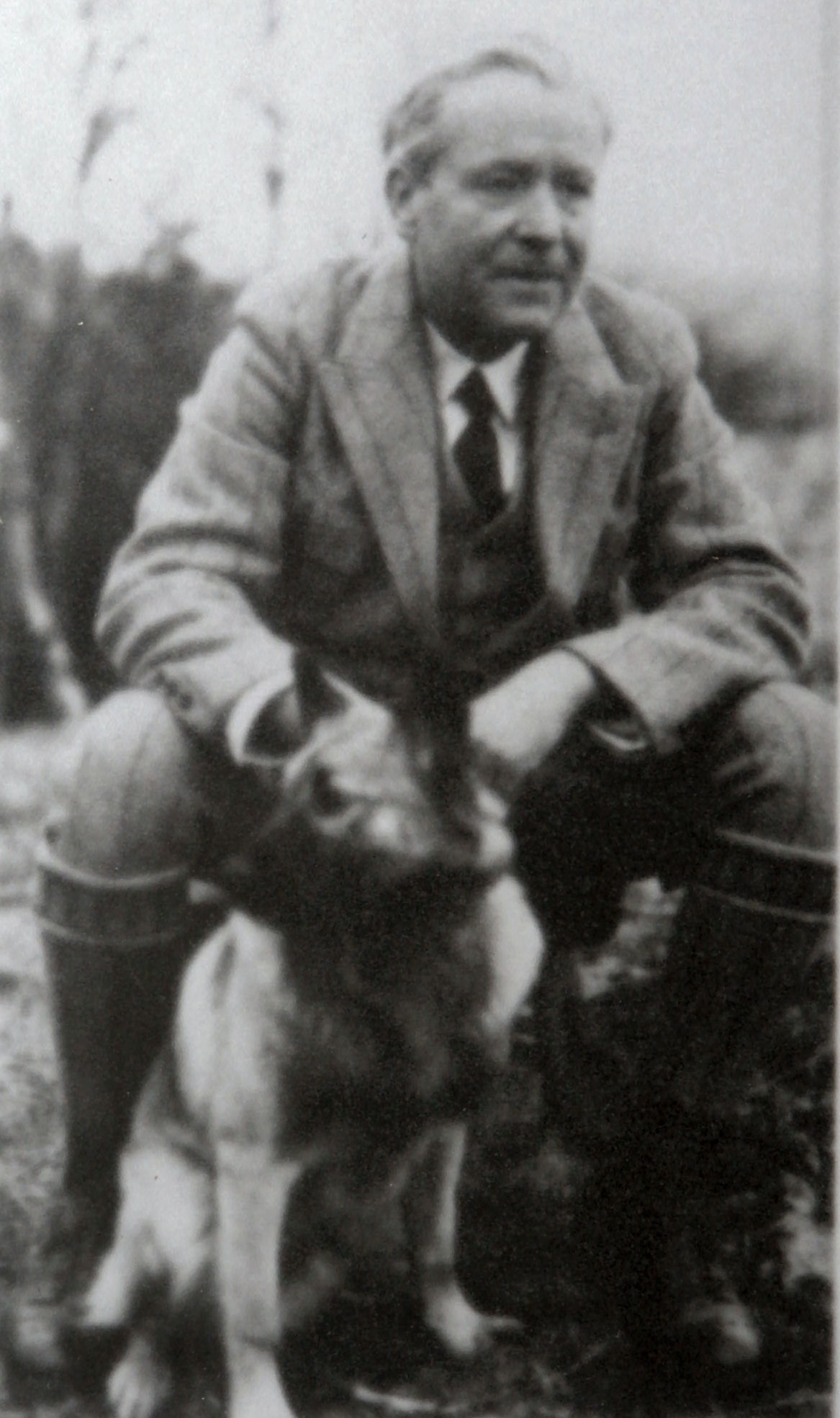
Karl Friedrich Kurz

Karl Friedrich Kurz (* 23. September 1878 in Bremgarten (Hartheim am Rhein); † 26. Juni 1962 in Norwegen) war ein deutscher Schriftsteller.

## Leben
Karl Friedrich war der älteste Sohn des aus dem Markgräflerland stammenden Fabrikanten für Bodenwichse Friedrich Kunz und der Anna Maria, geborene Meyer. Sein jüngerer Bruder war Hermann Kurz.
Karl Friedrich wollte Maler werden und schrieb sich an der Akademie in Karlsruhe ein. Doch die Umstände ließen ihn zum Schriftsteller werden. Er vagabundierte durch viele Weltgegenden (Ostasien, Japan), bevor er sich in Norwegen niederließ. Hier schrieb er Erzählungen in deutscher Sprache. Neben dem Schriftsteller Knut Hamsun beeinflussten ihn die Natur und das Leben der Bevölkerung in den Fjorden von Sogn und Sunnfjord.
Seine Erzählungen hatten Erfolg und erreichten hohe Verkaufszahlen. 1934 wurde ihm der Große Schillerpreis der Schweizerischen Schillerstiftung Zürich verliehen. Für seinen Roman Tyra, die Märcheninsel erhielt er im gleichen Jahr den nationalsozialistisch umgedeuteten und von der NSDAP vergebenen Wilhelm-Raabe-Preis.
Zunächst lebte er in der Gegend von Solund, dann nahe Vadheim im Sognefjord, zog 1924 nach Vårdal (Dalsfjorden) in Sunnfjord, wo er bis 1950 lebte, als er seine Familie verließ und sich in Nessjøen (Sotra) im Hordaland ansiedelte. Dort lebte er bis zu seinem Tode.
Seine nachgelassenen Schriften sind weitgehend verschollen.
Begraben ist Kurz auf dem Friedhof von Holmedal (Dalsfjorden), Sunnfjord.

## Romane und Erzählungen
- Vom Nil zum Fujijama (1910, sein Erstlingswerk)
- Kohana (Japanisches Liebesidyll), Huber; Frauenfeld und Leipzig (1910)
- Mitternachtssonne und Nordlicht (1914)
- Herren vom Fjord, Westermann (1947) (auch ins Norwegische übertragen von Heidi Helle und Rolf Losnegård: Herskap ved fjorden, ISBN 978-82-7959-033-0)
- Im Königreich Mjelvik, Westermann (1930)
- Tyra, die Märcheninsel (1935) (für diesen Roman erhielt er 1934 den Wilhelm-Raabe-Preis der Stadt Braunschweig)
- Der Sohn des Meeres (1937)
- Die goldene Woge (1937)
- Ein gesegneter Lügner (1938)
- Traum und Ziel, Dt. Buch-Gemeinschaft (1940) (für diese Erzählung erhielt er 1934 den Großen Schillerpreis der Schweizerischen Schillerstiftung)
- Herr Erlings Magd, Westermann (1947)
- Die Geisterkutsche, Westermann (1953)

## Andere Werke
- Interviews mit Einwohnern von Vårdal, Sunnfjord und Nessjøen, Sotra v/Frode Inge Helland.